# 马泰奥·塔利亚里奥尔

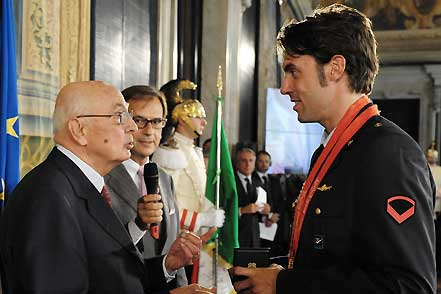
马泰奥·塔利亚里奥尔（右）

马泰奥·塔利亚里奥尔（義大利語：Matteo Tagliariol，1983年1月7日—），生于威尼托大区特雷维索省特雷維索，意大利男子击剑运动员。他曾参加2008年北京奥运，在该届奥运期间，他获得了男子个人重剑金牌和男子团体重剑铜牌。